# Ferenc Csongrádi
Ferenc Csongrádi (Apácatorna, 29 de março de 1956) é um ex-futebolista profissional húngaro que atuava como meia.

## Carreira
Ferenc Csongrádi fez parte do elenco da Seleção Húngara de Futebol, da Copa de 1982.